# Catálogo de IKEA

Logotipo de IKEA.

El Catálogo de IKEA (en sueco: Ikea-katalogen) era un catálogo publicado anualmente por el minorista sueco de muebles para el hogar IKEA. Publicado por primera vez en sueco en 1951, el catálogo se consideraba la principal herramienta de marketing de la empresa y en 2004 consumía el 70% de su presupuesto anual de marketing. En el año fiscal 2013 se imprimieron aproximadamente 208 millones de copias del catálogo, más del doble de la cantidad de Biblias que se esperaba imprimir en el mismo período.
El primer catálogo de IKEA se publicó en 1951 en Suecia. Tenía 68 páginas y se distribuyeron 285 000 ejemplares en el sur de Suecia. En su punto máximo, en 2016, se distribuyeron 200 millones de copias del catálogo, en 69 versiones diferentes y 32 idiomas, en más de 50 países.
En diciembre de 2020 IKEA anunció que, tras 70 años de trayectoria, pondría fin a la publicación del catálogo, siendo la edición de 2021 la edición final.

## Producción y distribución
En términos de cantidad de publicación, el catálogo ha superado a la Biblia como la obra más publicada, con un estimado de 175 millones de copias (2006) mundialmente, el triple que sus contrapartes; sin embargo puesto que el catálogo es gratuito, la Biblia continúa siendo la obra literaria más comprada. Solamente en Europa el catálogo alcanza más de 200 millones de personas anualmente.
Con un conteniendo de más de 300 páginas y cerca de 12.000 productos, se distribuye tanto en almacenes como por correo. La mayor parte del catálogo es producido por los servicios de catálogo de IKEA AB en la ciudad natal de IKEA de Älmhult, Suecia en donde IKEA opera el estudio más grande de fotografía de Europa del Norte, con un tamaño de 8.000 metros cuadrados. El catálogo en sí se imprime en papel libre de cloro con un 10-15% de desechos del pos-consumidor.
Según la estación transmisora canadiense, CTV, las publicaciones de IKEA han desarrollado un seguimiento casi equivalente a un culto en línea. Los lectores han encontrado toda clase de curiosidades extrañas, incluyendo fotos misteriosas de gatos, evidencias referentes a Mickey Mouse y extraños libros acuñados en los muchos estantes que estorban los catálogos”.

## IKEA Family Live
IKEA también publica y vende periódicamente una revista de estilo, titulada IKEA Family Live, en trece idiomas, que complementa el catálogo. En febrero de 2007 se lanzó una edición en inglés para el Reino Unido con una suscripción de más de 500 000 clientes.

## Lista de ediciones
- Australia (inglés; for New South Wales, Queensland and Victoria)
- Australia (inglés; for Western Australia and South Australia)
- Austria (alemán)
- Bélgica (neerlandés)
- Bélgica (francés)
- Canadá (inglés)
- Canadá (francés)
- China (chino)
- República Checa (checo)
- Chipre (inglés)
- Dinamarca (danés)
- Finlandia (finlandés)
- Francia (francés)
- Alemania (alemán)
- Grecia y Chipre (Griego)
- Hong Kong (inglés)
- Hungría(húngaro)
- Islandia ( islandés) (not available, 2008 edition)
- Israel (Hebreo)
- Italia (Italiano)
- Japón (Japonés)
- Kuwait (Árabe)
- Kuwait (inglés)
- Países Bajos (neerlandés)
- Noruega (Noruego)
- Malasia (inglés)  (enlace roto disponible en Internet Archive; véase el historial, la primera versión y la última).
- Polonia (Polaco)
- Portugal (portugués)
- Rumania (Rumano)
- Rusia (Ruso)
- Singapur (inglés)
- Eslovaquia (eslovaco)
- España (vasco)
- España (catalán)
- España (inglés)
- España (español)
- España (gallego)
- Arabia Saudita (árabe)
- Arabia Saudita (inglés)
- Suecia (Sueco)
- Suiza (francés)
- Suiza (alemán)
- Suiza (Italiano)
- Taiwán (chino)
- Turquía (turco)
- Emiratos Árabes Unidos (inglés)  (enlace roto disponible en Internet Archive; véase el historial, la primera versión y la última).
- Reino Unido (inglés)
- Estados Unidos (inglés)
- Estados Unidos (español)